# シャロン・アニオス
シャロン・リア・アン・アニオス（Sharon Lea Anne Anyos、1970年10月13日 - ）は、オーストラリアの女子キックボクサー、女子プロボクサーである。ビクトリア州ジーロング出身。

## 来歴
1998年7月4日、プロボクシングデビューをTKOで飾る。
1999年10月31日、Jane CouchとWBF女子・WIBFライト級王座を争うが、判定でプロ初敗北を喫した。
2000年10月14日、Jo Wymanを判定で下しWIBAフェザー級王座を獲得。
2002年12月18日、東京でライカを相手に初防衛。挑戦者をKO寸前に追い込むものの、全員日本人によるジャッジの判定は1-2のスプリットとなり王座を失う。
2003年11月30日、ライカと東京で再戦が組まれるが、6回には偶然に見えるバッティングからアニオスが警告無しのいきなりの減点を受けるなどして、0-2の判定負け（減点がなければ1-1のドロー）。しかし、レフェリー、ジャッジ全員が日本人という構成であった。
2004年10月1日、WBF女子フェザー級王座をLinda Tenbergと争い王座獲得。
WBF王座を2度防衛後、2005年10月22日、マルセラ・アクーニャと初代WBC女子フェザー級王座を争い、判定で初代王座獲得。
2006年9月22日、Esther SchoutenをTKOで下しWBC王座防衛（1回）。
現在は二児の母となり事実上の引退。